# النجدة (لودر)

تعديل مصدري - تعديل

النجدة هي إحدى قرى عزلة زارة بمديرية لودر التابعة لمحافظة أبين، بلغ تعداد سكانها 1554 نسمة حسب تعداد اليمن لعام 2004.